# Belgiens håndboldlandshold (herrer)
Belgiens håndboldlandshold for mænd er det mandlige landshold i håndbold for Belgien. Det repræsenterer landet i internationale håndboldturneringer.

## Resultater

### VM
- 2023: 21. plads

## Seneste trup
| Navn                 | Klub                |
| -------------------- | ------------------- |
| Arber Querimi        | United HC Tongeren  |
| Jens Lievens         | United HC Tongeren  |
| Jef Lettens          | Initia Hasselt      |
| Nicolas Havenith     | Initia Hasselt      |
| Frank Guccio         | United HC Tongeren  |
| Sebastien Ehnevid    | LIF Lindesberg(SWE) |
| Bram Dewit           | Sporting Neerpelt   |
| Joris Tack           | United HC Tongeren  |
| Tim Houbrechts       | Initia Hasselt      |
| Wouter Sas           | KV Sasja HC         |
| Kristof Van Wesemael | Initia Hasselt      |
| Patrick Langer       | Union Beynoise      |
| Tom Robyns           | Initia Hasselt      |
| Kai Verhoeven        | Initia Hasselt      |

Oversigten er opdateret til og med 11.06.2010

### Landsholdets trænere
- Mieczysław Wojczak
- Alex Jacobs
- Nebojša Popović
- Predrag Dosen
- Jos Schouterden
- Yérime Sylla
- Guy Petitgirard

## Kendte spillere
| - Lido Agnelli - Jean Mossoux - Willy Marechal - Diethard Huygen - Marcel Dewar - Richard Lespagnard - Jean Michel Dubuc - Dirk Jaspers - Jean-luc Grandjean - Johan Smeets - thierry dubuc - Johan Smeets - thierry dubuc - Eric Mulder | - Kris Claes - Fred D'Hollander - Piet Vandenbroucke - Joseph Delpire - Eric Loots - Luc Smeets - Frans Willemsen - Peter Wens - Kris Manshoven - Sus Weyn - stefaan Debaveye - Tom De Grave | - Filip Van Oostenrijck - stefaan Debaveye - Danny Jongenelen - Jef Princen - Mietek Wojtczak - Patrick Catteeuw - Tom Wens - Luc Brouwers - Guy Smeets - Alex Jacobs - Stef De meerschman - Christophe Bourlet - Dino Thiam - David L'Hoest |